# Rostov sul Don
Rostov sul Don (in russo Росто́в-на-Дону́?, Rostóv-na-Donú, pronuncia: /rɐˈstof nə dɐˈnu/), comunemente detta Rostov, è una città (1 137 904 abitanti) della Russia europea meridionale, capoluogo dell'omonimo oblast'. Sorge sulla riva destra del fiume Don, che le dà il nome, ed è la più grande della Russia meridionale.
Per la sua particolare posizione geografica, Rostov sul Don è da sempre un territorio dove convivono popoli diversi, nonché un importantissimo snodo commerciale e infrastrutturale per traffico aereo, ferroviario, automobilistico, fluviale e marittimo: per questo, si suole dire che dalla città si aprono “le Porte del Caucaso”. Centro di grande importanza strategica, durante la Seconda guerra mondiale fu teatro di tre aspre battaglie tra la Wehrmacht tedesca e l'Armata Rossa. Venne liberata definitivamente dai sovietici il 14 febbraio 1943.
Rostov è anche un rilevante centro industriale, con grandi stabilimenti per la produzione di macchine agricole e di elicotteri militari. Importante polo scientifico e culturale, è sede di sette teatri e diversi centri di istruzione (fra cui tre università a statuto federale). Già patria storica dei cosacchi, la città vanta palazzi e chiese di notevole pregio artistico.

## Geografia fisica

### Territorio
Rostov sul Don è la più grande città della Russia meridionale, con oltre un milione di abitanti (censimento del 2015). Si trova nel bassopiano sarmatico, alla foce del fiume Don nel Mar d'Azov, ed è capoluogo dell'oblast' di Rostov. Il centro della città si trova sulla riva destra (europea) del fiume; sulla riva sinistra (asiatica) ci sono alcune imprese industriali e centri commerciali e di intrattenimento noti con il nome di Левбердон (Levberdon).

### Città al confine tra Europa e Asia

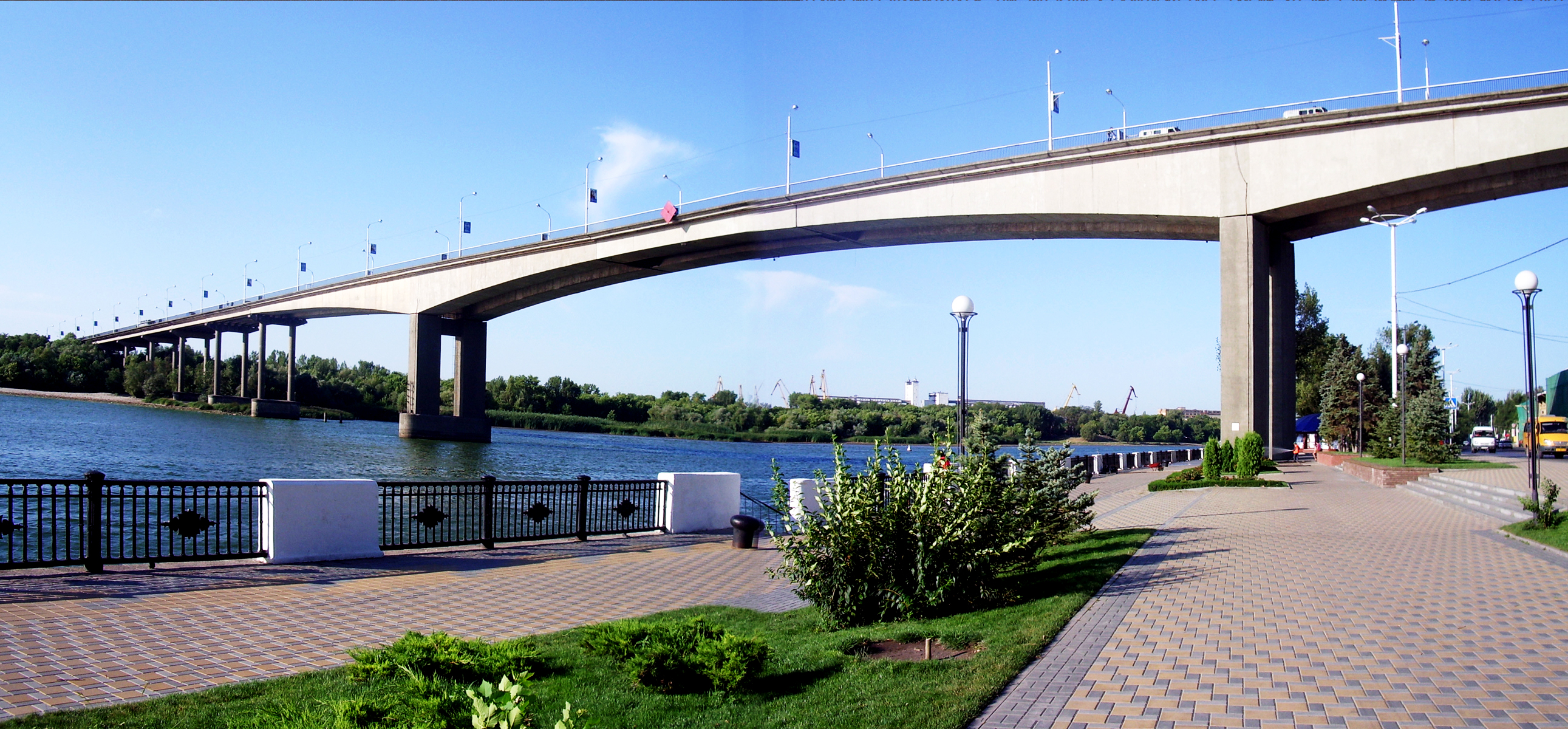
Il ponte Vorošilovskij, che collega le due sponde del fiume Don e l'Europa all'Asia

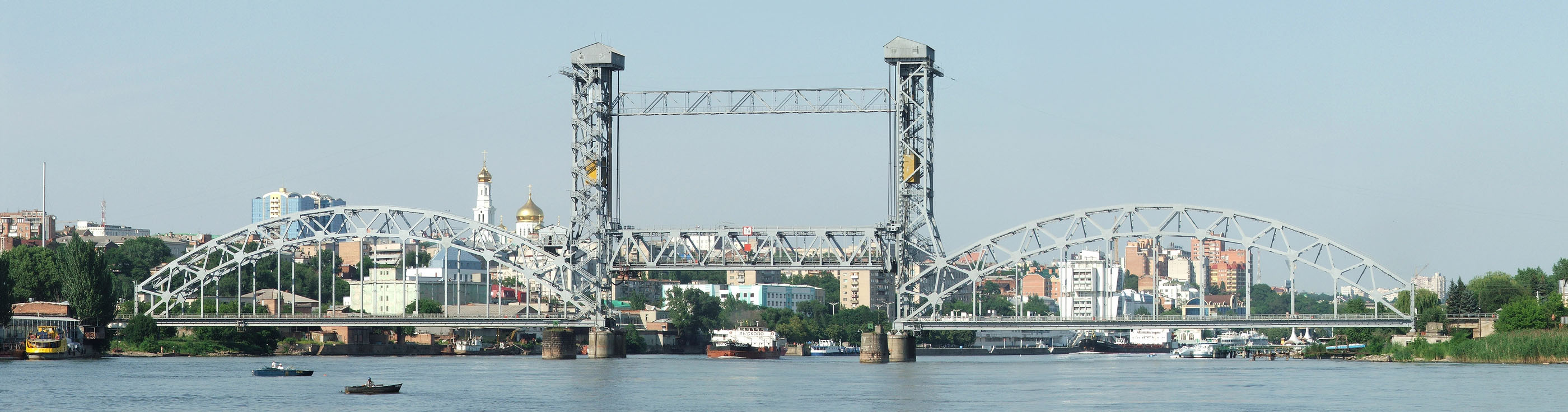
Il ponte ferroviario sollevabile che collega i due continenti

Sull'ultimo tratto del fiume Don scorre il confine convenzionale tra Europa ed Asia, che poi verso est prosegue lungo la depressione del Kuma-Manyč. Dato che il centro storico di Rostov si trova sulla sponda destra del fiume, esso ricade in Europa.
Il confine convenzionale tra Europa ed Asia è stato stabilito ufficialmente dalla zarina di Russia Anna I fin dal 1730, sulla base dei lavori geografici del tedesco Philip Johan von Strahlenberg, appositamente incaricato del problema; tale scelta è stata poi ribadita in tempi recenti dalla Società geografica russa, con alcune varianti. Tale linea convenzionale segue la linea che inizia nel Mar Glaciale Artico prosegue lungo il piede orientale dei Monti Urali, quindi sulle colline Mugodžary, sul corso del fiume Emba e sulla depressione del Kuma-Manyč, sino alla foce del Don, dove sorge Rostov, lasciando l'Europa sulla sponda destra del fiume e l'Asia su quella sinistra. Prosegue poi lungo il Mar d'Azov e lo stretto di Kerč'. Questa linea di demarcazione, con la variante del fiume Ural al posto del fiume Emba, è quella largamente seguita anche fuori dalla Russia.
La città di Rostov, però, si estende anche sulla sponda sinistra: quattro dei suoi otto distretti interessano i due lati del fiume. Le due sponde sono collegate da vari ponti, di cui il principale è il ponte Vorošilovskij (Ворошиловский Мост); percorrendoli, dunque, si oltrepassa il confine tra Europa ed Asia, come ha dichiarato ufficialmente l'amministrazione di Rostov sul Don nel 2009. Una stele, non ufficiale, segnala il confine, ma nel 2009 le autorità cittadine hanno indetto un concorso per un monumento che segnali ufficialmente il confine “Europa-Asia”.
La linea di autobus 82, quando attraversa il ponte sul Don, informa i passeggeri del fatto che stanno entrando in Europa oppure in Asia, a seconda della direzione di marcia.
La convenzione sul confine tra Europa ed Asia più comunemente adottata in Italia e in altri paesi segue quasi integralmente quella adottata in Russia, esposta sopra, tranne che per il fiume Ural, identificato come confine al posto del fiume Emba, perché nasce direttamente dagli Urali; anche secondo questa convenzione, dunque, il centro storico di Rostov sul Don risulta sorgere su suolo europeo.
Secondo la convenzione adottata nei testi anglosassoni, con l'importante eccezione dell'Enciclopedia Britannica, il confine euroasiatico, nel tratto tra il Mar Caspio ed il Mar Nero, segue lo spartiacque del Caucaso, e non la depressione del Kuma-Manyč. In questo caso, tutta la città di Rostov sul Don, e non solo il suo centro, risulta essere europea.

### Clima
Rostov sul Don gode di un clima continentale. L'inverno non è molto freddo con temperature medie dell'ordine di -2 °C e l'estate è calda con temperature da 21 a 22,6 °C . La neve copre il suolo in media 43 giorni all'anno. Il sole è abbastanza importante in estate.
- Temperatura media annua: 8,9 °C [13]
- Temperatura media del mese più freddo (gennaio): −5,3 °C [13]
- Temperatura media del mese più caldo (luglio): 22,9 °C [13]
- Precipitazioni medie annue: 532 mm [13]

| Rostov sul Don (1991-2020) Fonte: | Mesi         | Mesi         | Mesi         | Mesi         | Mesi        | Mesi        | Mesi        | Mesi        | Mesi        | Mesi         | Mesi         | Mesi         | Stagioni | Stagioni | Stagioni | Stagioni | Anno  |
| Rostov sul Don (1991-2020) Fonte: | Gen          | Feb          | Mar          | Apr          | Mag         | Giu         | Lug         | Ago         | Set         | Ott          | Nov          | Dic          | Inv      | Pri      | Est      | Aut      | Anno  |
| --------------------------------- | ------------ | ------------ | ------------ | ------------ | ----------- | ----------- | ----------- | ----------- | ----------- | ------------ | ------------ | ------------ | -------- | -------- | -------- | -------- | ----- |
| T. max. media (°C)                | −0,1         | 1,2          | 7,8          | 16,7         | 22,9        | 27,5        | 30,2        | 29,6        | 23,1        | 15,2         | 6,6          | 1,4          | 0,8      | 15,8     | 29,1     | 15,0     | 15,2  |
| T. media (°C)                     | −3,0         | −2,3         | 3,1          | 10,8         | 17,0        | 21,6        | 24,0        | 23,3        | 17,1        | 10,3         | 3,1          | −1,3         | −2,2     | 10,3     | 23,0     | 10,2     | 10,3  |
| T. min. media (°C)                | −5,2         | −5,0         | −0,3         | 6,1          | 11,3        | 15,7        | 17,9        | 17,5        | 12,1        | 6,5          | 0,4          | −3,6         | −4,6     | 5,7      | 17,0     | 6,3      | 6,1   |
| T. max. assoluta (°C)             | 15,0 (1948)  | 19,8 (1966)  | 26,0 (2008)  | 33,6 (1970)  | 35,6 (2007) | 38,4 (1969) | 40,2 (2020) | 40,1 (2010) | 38,1 (2010) | 31,0 (1999)  | 25,0 (1932)  | 18,5 (1976)  | 19,8     | 35,6     | 40,2     | 38,1     | 40,2  |
| T. min. assoluta (°C)             | −31,9 (1940) | −30,9 (1929) | −28,1 (1929) | −10,4 (1942) | −4,3 (1918) | −0,1 (1916) | 7,6 (1935)  | 2,6 (1966)  | −4,6 (1916) | −10,4 (1912) | −25,1 (1953) | −28,5 (1921) | −31,9    | −28,1    | −0,1     | −25,1    | −31,9 |
| Nuvolosità (okta al giorno)       | 7,9          | 7,3          | 7,0          | 6,4          | 5,5         | 5,3         | 4,3         | 3,8         | 4,6         | 5,8          | 7,5          | 8,1          | 7,8      | 6,3      | 4,5      | 6,0      | 6,1   |
| Precipitazioni (mm)               | 58           | 48           | 50           | 38           | 58          | 59          | 50          | 43          | 43          | 48           | 51           | 58           | 164      | 146      | 152      | 142      | 604   |
| Giorni di pioggia                 | 11           | 10           | 12           | 13           | 14          | 13          | 11          | 9           | 10          | 11           | 15           | 13           | 34       | 39       | 33       | 36       | 142   |
| Nevicate (cm)                     | 5            | 7            | 4            | 0            | 0           | 0           | 0           | 0           | 0           | 0            | 0            | 2            | 14       | 4        | 0        | 0        | 18    |
| Giorni di neve                    | 16           | 15           | 9            | 1            | 0,1         | 0,0         | 0,0         | 0,0         | 0,0         | 1,0          | 6,0          | 14,0         | 45,0     | 10,1     | 0,0      | 7,0      | 62,1  |
| Giorni di nebbia                  | 8            | 7            | 4            | 2            | 2           | 1           | 1           | 1           | 2           | 4            | 8            | 10           | 25       | 8        | 3        | 14       | 50    |
| Umidità relativa media (%)        | 84           | 81           | 76           | 66           | 63          | 64          | 61          | 59          | 67          | 75           | 84           | 86           | 83,7     | 68,3     | 61,3     | 75,3     | 72,2  |
| Vento (direzione-m/s)             | E 3,6        | E 3,7        | E 3,9        | E 3,4        | E 2,9       | E 2,5       | E 2,6       | E 2,7       | E 2,9       | E 3,1        | E 3,4        | E 3,6        | 3,6      | 3,4      | 2,6      | 3,1      | 3,2   |

## Storia

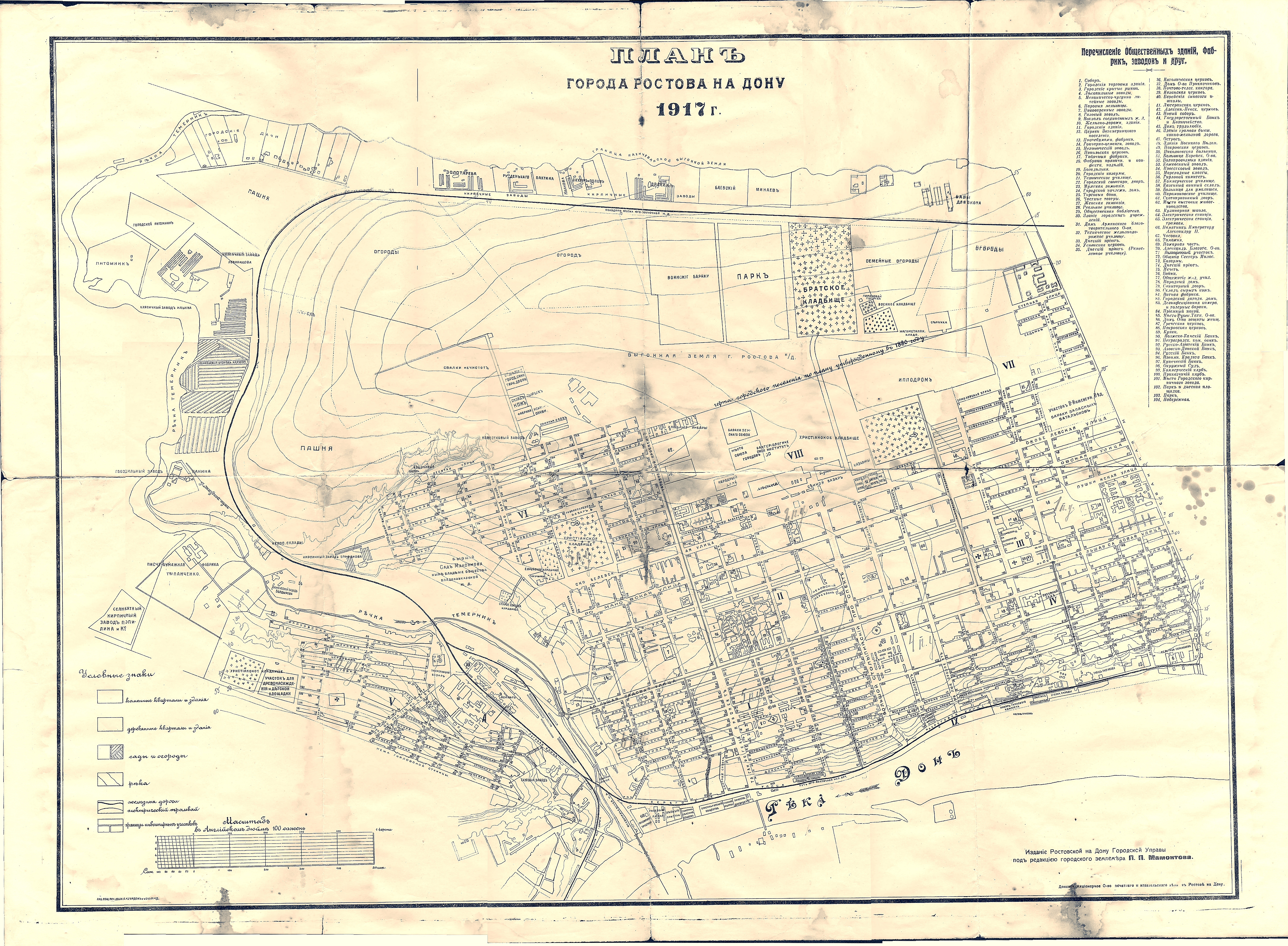
La città di Rostov nel 1917, che si estendeva esclusivamente sulla sponda destra del Don, ossia quella europea

Rostov fu fondata nel 1749, su decreto dell'imperatrice Elisabetta di Russia, nei pressi dell'antica colonia greca di Tana o Tánaïs.
Anche il fiume Don veniva chiamato dagli antichi greci “Τάναις” (Tanais), in latino Tanais, derivati probabilmente dall'iranico dānu (= fiume), donde anche il russo antico donde anche il russo antico Donǔ. Il toponimo greco era ancora vivo nel Medioevo mentre le origini del nome “Don”, da un punto di vista etimologico, risalgono all'alano (lingua vicina all'odierno osseto), in cui assumeva il significato di “acqua”..
La storia della città di Rostov sul Don è stata da sempre legata al commercio con i paesi vicini e alla difesa dei confini meridionali russi da parte dei cosacchi. A stabilire la collocazione della dogana e del porto nel luogo dove il fiume Temernik confluisce nel Don, fu un decreto dell'imperatrice Elisabetta, il 15 dicembre dell'anno 1749, considerata la data ufficiale di fondazione della città. Nel 1761 vi fu costruita una fortezza. Il suo porto crebbe d'importanza dopo l'apertura del canale Volga-Don.
Tra la fine del 1800 e l'inizio del 1900, Rostov ha incorporato la città di Naxçıvan sul Don, che ora ne rappresenta il quartiere di Proletarsky raion (Пролетарский район).
Durante la Seconda guerra mondiale la città subì pesanti scontri e danneggiamenti. Venne conquistata una prima volta dai tedeschi nel novembre 1941 ma i sovietici liberarono subito la città nella prima battaglia di Rostov. I tedeschi del feldmaresciallo Wilhelm List conquistarono di nuovo la città il 25 luglio 1942 e poterono quindi avanzare fino al Caucaso. Nel corso della grande offensiva invernale sovietica del 1942-1943, l'Armata Rossa, le truppe del "Fronte Meridionale" del generale Rodion Malinovskij, liberò definitivamente Rostov il 14 febbraio 1943.

### Legami storici del Sud della Russia con l'Italia
Già nel 1247 mercanti genovesi esportavano dal porto di Tana al Mare d'Azov grano saraceno, frumento, pesce salato, caviale. Nel Quattrocento negozianti veneziani portavano dalla regione del Don: frumento, pane, pesce d'acqua dolce e cera. Il primo mercante straniero che ha ricevuto diritto di commerciare a Taganrog fu un raguseo di origine veneta, Savva di Ragusa, beniamino di Pietro il Grande.
Nell'Ottocento, attraverso i porti di Rostov, Taganrog ed Azov venivano esportati grandissimi volumi di grano nei Paesi del Mediterraneo, soprattutto in Italia. Una varietà di grano duro era particolarmente richiesta dagli importatori italiani ed è diventata così più conosciuta sul mercato mondiale dei cereali. Dato che veniva esportata soprattutto dal porto di Taganrog, gli italiani l'hanno chiamata “Taganrog”.

## Società

### Evoluzione demografica
Fonte: Mojgorod.ru
- 1811: 4.000
- 1840: 12.600
- 1897: 119.500
- 1923: 231.400
- 1939: 502.900
- 1970: 789.000
- 1989: 1.019.300
- 2002: 1.068.267
- 2006: 1.054.900
- 2011: 1.091.544
- 2012: 1.099.500
- 2013: 1.104.000
- 2014: 1.109.800
- 2015: 1.115.000
- 2016: 1.119.875

La maggior parte degli abitanti della città di Rostov sul Don sono russi cristiani che confessano la fede ortodossa, allo stesso tempo la città viene considerata multietnica. A Rostov sul Don c'è perfino un quartiere, Nakhičevan, che fino a poco tempo fa era una comunità armena a sé.

## Sport

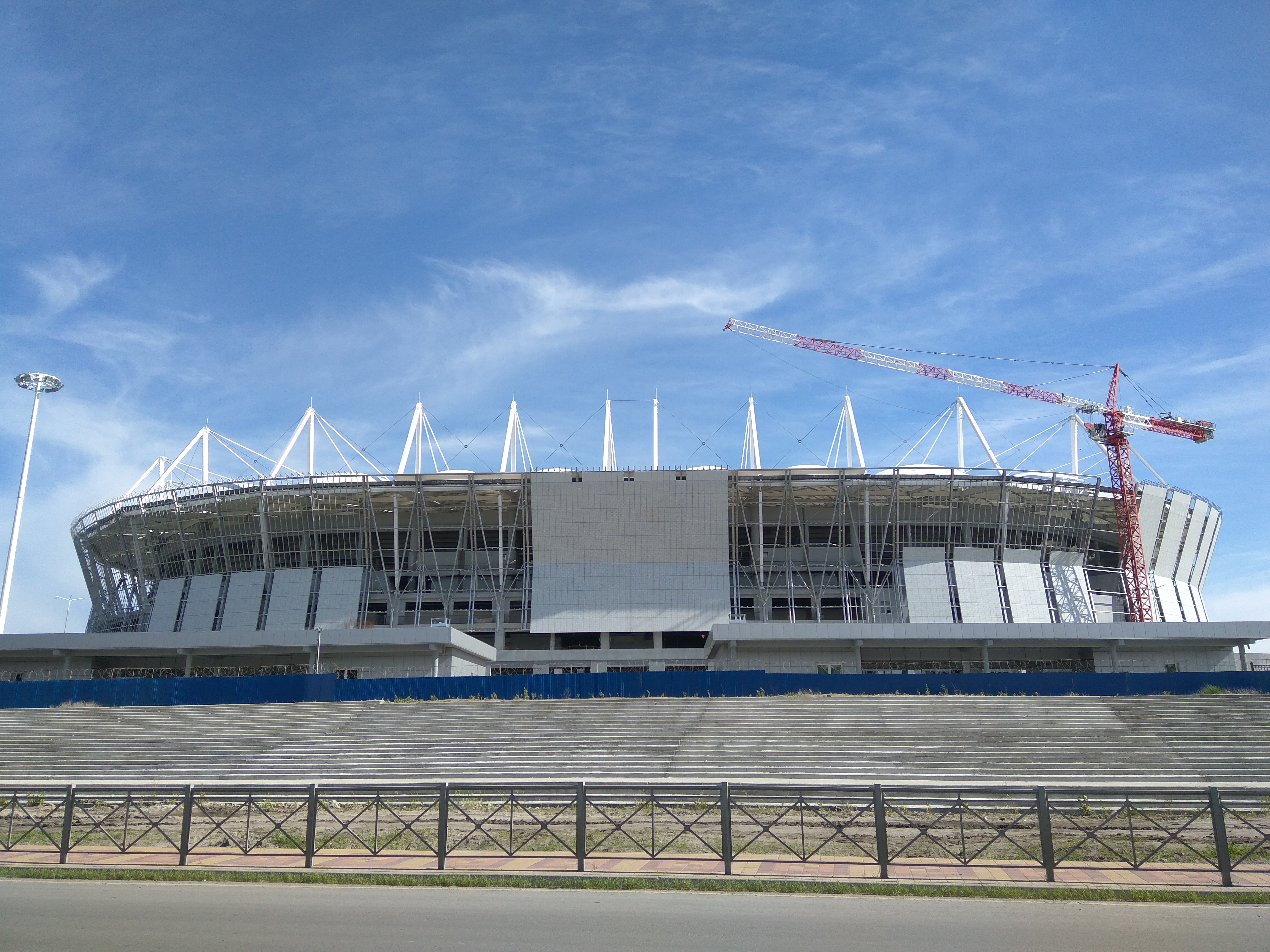
La Rostov Arena

La principale squadra di calcio locale è il Rostov. Altra squadra della città è lo SKA Rostov sul Don. La città ha ospitato i mondiali di calcio del 2018 e per l'occasione è stata costruita la Rostov Arena.
È attiva anche una squadra di pallacanestro, la Lokomotiv Rostov.

## Cultura
Rostov è un notevole centro culturale. Nella città ci sono molti musei, in particolare: il Museo d'etnografia della regione e il Museo delle arti figurative. Vi sono sette teatri, compresi il teatro di prosa Gor'kij, il Teatro musicale di opera lirica e operetta, il Teatro dei giovani spettatori, il Teatro delle marionette, il circo.
Parlando della letteratura non possiamo non citare i nomi di noti artisti quali Anton Čechov, Michail Aleksandrovič Šolochov, Aleksandr Isaevič Solženicyn. Čechov è forse il drammaturgo russo più conosciuto e popolare all'estero. Oltre ai famosi drammi teatrali: Il gabbiano, Zio Vanja, Tre sorelle, Il giardino dei ciliegi. Čechov è molto apprezzato per i suoi racconti umoristici e per i famosissimi, in Russia, La steppa, La corsia n. 6 e il misterioso Monaco nero. Šolochov, premio Nobel, chiamato tra l'altro “Tolstoj del Novecento”, è conosciuto e amato innanzitutto per il suo romanzo Il placido Don dedicato alla tragica storia dei cosacchi del Don o più largamente alla storia russa dell'inizio del Novecento inclusa la Rivoluzione d'ottobre e la guerra civile del 1918-1922. Lo scrittore Aleksandr Solženicyn con la sua Ruota rossa e i Racconti del gulag era ed è un gran personaggio politico e pubblico dell'epoca sovietica.

### Istruzione
A Rostov esistono numerose scuole superiori e istituti, qualche università (la più rinomata è l'Università statale che è stata fondata nel 1915), il Conservatorio musicale Rachmaninov, la Scuola di belle arti, la scuola di recitazione.
- Università statale di Rostov
- Università medica statale di Rostov
- Università pedagogica statale di Rostov
- Università statale dei trasporti di Rostov
- Università statale delle costruzioni di Rostov
- Università federale meridionale
- Università tecnica statale del Don

## Economia
La sua economia è basata sull'agricoltura di cereali, su risorse naturali quali il carbone, l'antracite, il petrolio e il gas, sulla presenza di industrie agro-alimentari e metallurgiche e sui numerosi allevamenti di bestiame. Tra le produzioni vi sono grandissimi esportatori di metalli ferrosi e di semi di girasoli, fabbriche e importatori delle industrie leggere e alimentari.
Nella città hanno sede circa duemila aziende, tra grosse e medie. Una delle più importanti è certamente Rostvertol, l'unica società nel sud della Russia che produce elicotteri e macchinari d'aviazione, la cui storia cominciò nel 1939. La Rostvertol offre macchinari moderni e capaci sia per scopi civili (come il trasporto di merci, di medicinali o materiali antincendio) che militari; costituisce uno dei complessi industriali più grandi del mondo per la costruzione di elicotteri. Attualmente si producono M-24 ed M-26 e il famoso «Il Cacciatore Notturno».
Altra impresa famosa è la Rostsel’maš, gigante delle costruzioni di macchine agricole ai tempi dell'Unione Sovietica, che ha ridotto la propria scala a partire dagli anni novanta. Nonostante ciò rientra, come in passato, tra le prime cinque ditte al mondo per quanto riguarda la produzione di combinati e macchinari agricoli. Dal momento della fondazione, il 21 luglio 1929, la «Rostsel’maš» ha distribuito in ben 48 paesi più di 2,6 milioni di unità. Tra le nuove uscite le mietitrebbiatrici «Niva», «Don», e le loro versioni modificate; l'ultimo modello sono: «Vektor» e l'assoluta novità, che già viaggia per i campi di tutto il nostro paese, la mietitrebbiatrice «Akros».
Rostov è il punto nevralgico per qualunque tipo di trasporti: aerei, ferroviari, automobilistici, fluviali o marittimi che siano. È senz'altro per la sua posizione strategica che si suole dire che da qui si aprono “le Porte del Caucaso”, intendendo con questo che la prossimità della frontiera e l'influenza culturale di vari popoli cominci già a farsi sentire (anche se in base ai parametri europei la distanza sia ancora notevole). Molto sviluppati sono inoltre l'imprenditoria e il commercio.

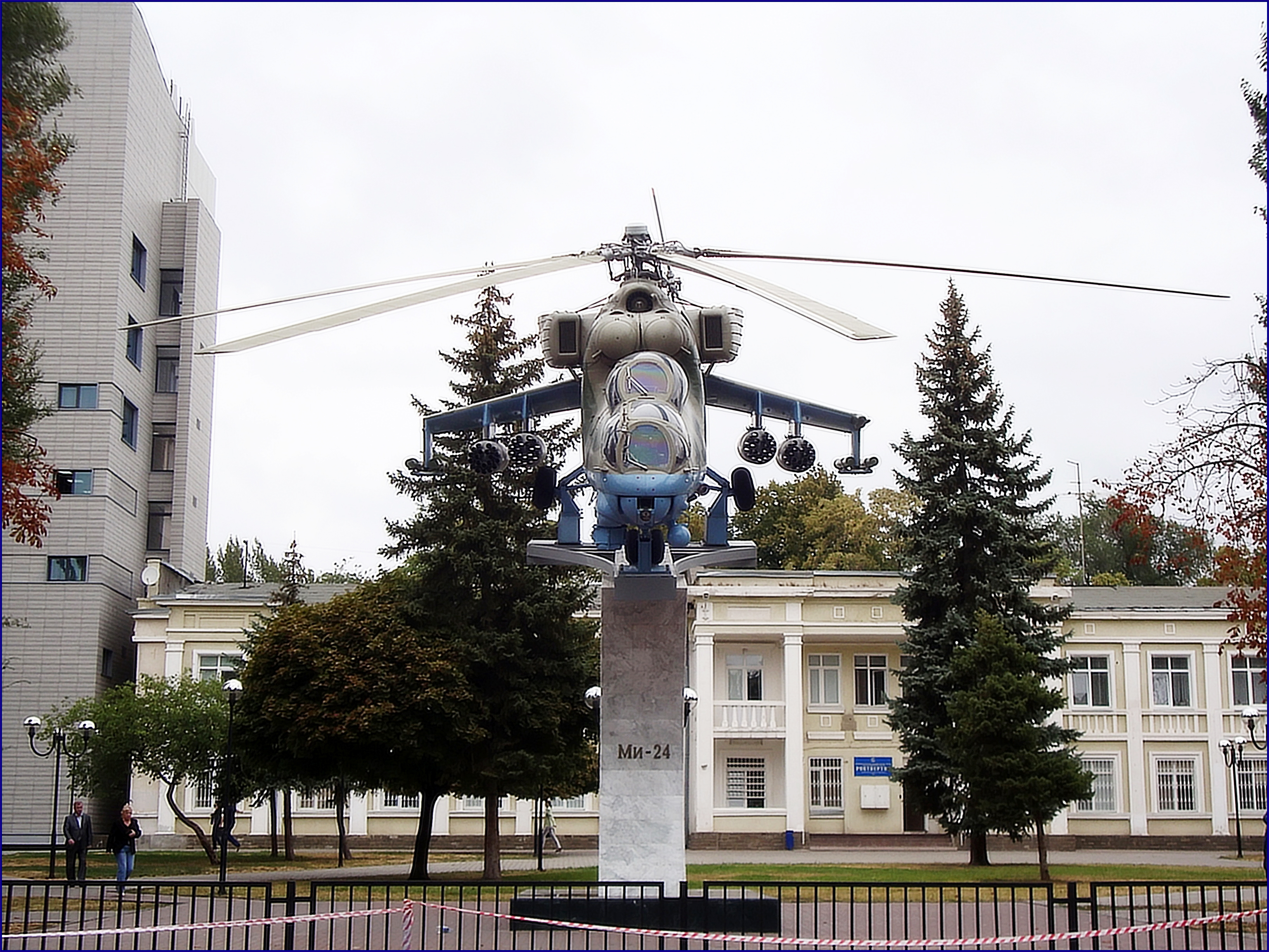
La sede della Rostvertol

## Infrastrutture e trasporti

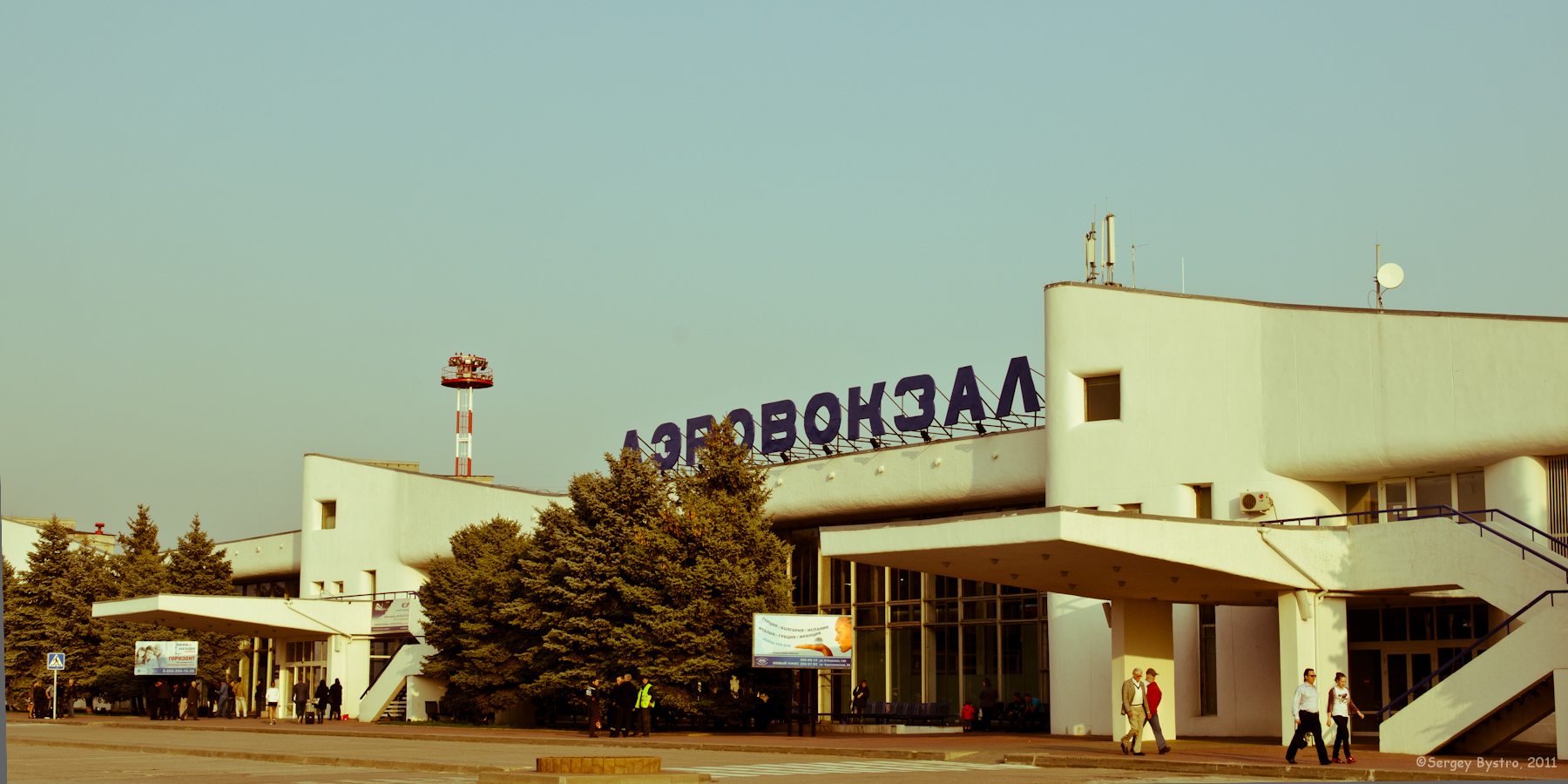
L'aeroporto di Rostov

### Aereo
La città di Rostov sul Don è dotata di un aeroporto civile internazionale, l'Aeroporto di Rostov sul Don, che si trova a 9 km dalla città. L'Aeroporto Internazionale di Rostov su Don è la base di una delle principali compagnie aeree russe l'Aeroflot-Don che collega il capoluogo dell'oblast' di Rostov con le rotte verso le città in Russia, negli stati CSI, in Europa, Medio Oriente ed in Africa. Inoltre, all'aeroporto effettuano i voli di linea le principali compagnie russe e straniere.

### Trasporti pubblici urbani
La stazione ferroviaria principale è quella centrale.
La città è servita da una rete tranviaria, da un servizio di bus urbani e mashrutka. Inoltre è presente il servizio taxi Uber.